# عبد الله شقرون (كاتب)
عبد الله شقرون (1926 - 2017)، هو كاتب ومسرحي وإعلامي مغربي. حصل على الإجازة في الأدب العربي. وهو مؤسس المسرح الإذاعي والتلفزي بالمغرب.، وهو زوج الممثلة المغربية أمينة رشيد.
ولد الأستاذ عبد الله شقرون بتاريخ 14 مارس 1926 بمدينة سلا التي تلقى فيها تعليمه الأولي وهو يتيم الأبوين، في الكتاب (المسيد) حيث تعلم مبادئ اللغة العربية والفقه وحفظ القرآن.
بعد ذلك تدرج في المدرسة النظامية، انطلاقا من التعليم الابتدائي إلى الثانوي، ثم التعليم العالي لاحقا في معهد الدراسات العليا (مقر كلية الآداب بالرباط حاليا)، وحصل على الإجازة في الأدب العربي من كلية الآداب للجامعة الفرنسية بالجزائر، ثم دبلوم الإخراج الإذاعي والتلفزيوني من مدرسة هيئة الإذاعة والتلفزة الفرنسية بباريس.
```
له رصيد هام في التسيير الإداري والتأطير داخل الإذاعة والتلفزة المغربية، منذ انطلاقها في بداية الستينيات، حيث جمع بنجاح بين الحس الإبداعي الفني المرهف وبين الكفاءة في التسيير الإداري الكفء، مما أكسبه صفة خبير دولي في الصوتيات والمرئيات، وفي مجال الملكية الفكرية وحقوق التأليف، ومستشار في التعاون الدولي متعدد الجوانب لدى منظمات إقليمية للإذاعة والتلفزة بإفريقيا والعالم العربي.
```

وقد تولى عدة مهام إعلامية ومناصب إدارية سامية:
- منتج ومحرر ومخرج وصحفي في “راديو المغرب” بالرباط
- رئيس قسم التمثيل العربي للإذاعة المغربية من سنة 1952 إلى سنة 1962
- عضو اتحاد كتاب المغرب سنة 1961
- مدير عام بالإذاعة والتلفزة (من فبراير سنة 1963 إلى نهاية 1965 وكذا من سنة 1971 إلى سنة 1973).
- رئيس العلاقات الخارجية بالإذاعة والتلفزة
- مستشار بوزارة الشؤون الثقافية
- أمين عام لاتحاد إذاعات الدول العربية بتونس.

بدأ نشاطه المسرحي تأليفا واقتباسا وإخراجا ابتداء من سنة 1949، حيث أسس عدة فرق مسرحية، وبذل جهدا متميزا في مغربة الخطاب المسرحي لغة ومضمونا، علاوة على تميزه بتجربة “المسرح الإذاعي” و”المسرح التلفزيوني”،
وأنتج العديد من المقالات والدراسات والأبحاث الأدبية حول الأدب الشعبي وفن المسرح والممارسة الإذاعية، تشكل رصيدا يضم أزيد من 500 مسرحية وتمثيلية إذاعية وتلفزيونية باللغة العربية والدارجة المغربية.

## وفاته
توفي يوم الخميس 16 نوفمبر 2017 بمدينة الدار البيضاء عن عمر يناهز 91 سنة.

## من مؤلفاته
ترك مجموعة هائلة وقيمة من المؤلفات والكتب المنشورة باللغتين العربية والفرنسية، تتجاوز الخمسين إصدارا، منها:
- فن الإذاعة – 1957
- “التلفزيون عبر الأقمار الاصطناعية وحقوق الاخرين”، 1981
- شعراء على مسرح التلفزيون – 1983
- مسرح في التلفزيون والإذاعة – 1984
- حقوق المؤلف في الإذاعة والتلفزة – 1986
- الشعر الملحون في الإذاعة – 1987
- الأدب الشعبي على أمواج الإذاعة” ، 1987
- ”رباعيات عبد الرحمن المجذوب عبر الأثير”،1987
- ”الشعر الملحون في الإذاعة”  1987
- فجر المسرح العربي بالمغرب – 1988
- حديث الإذاعة حول المسرح العربي – 1988
- “حياة في المسرح” الدار البيضاء 1997 .
- فجر المسرح العربي بالمغرب – 1988
- حياة في المسرح (مذكرات، وثائق، ذكريات) – 1997
- المجموعة الخضراء (نصوص مسرحية) – 2002
- المجموعة الحمراء (نصوص مسرحية) – 2002
- سنوات في كتابة المسرحيات والتمثيليات – 2009
- حكاية خزانة شخصية
- نشوة القلم في بدائع الأدب
- طفولة وشباب على ضفتي أبي رقراق
- رباعيات عبد الرحمان المجذوب عبر الأثير
- مسرحية “طوق الحمامة”
- دولة الشعر والشعراء على ضفتي أبي رقراق
- الثقافة المسرحية
- المسرح العربي… والمغرب
- شهادات وإشادات.

وكان آخر كتاب صدر له سنة 2017 بعنوان “رفقاء … وأصدقاء في الثقافة … والإعلام”، تحدث فيه عن طائفة من رفقائه وأصدقائه في المهنة والعمل، ومنهم أعلام الفكر والأدب والشعر والفن، وأساتذة المسرح والدراما، وأعلام فن الملحون المغربي ووجهاء في الإعلام والإذاعة والتلفزة … وهي مناسبة جعلته يتذكر وجوها وكفاءات من مصر والكويت وتونس والسودان والأردن فضلا عن المغرب.